# 4,5-MDO-DMT
4,5-MDO-DMT（4,5-亚甲二氧基-N,N-二甲基色胺）是一种色胺衍生物，化学式为C13H16N2O2，由亚历山大·舒尔金开发，属于N,N-二甲基色胺（DMT）的衍生物，其致幻能力弱于4,5-MDO-DiPT，强于5,6-MDO-DiPT。